# Сисой Великий (броненосец)
«Сисо́й Вели́кий» — пятый из броненосцев Балтийского флота, построенных по принятой в 1881 году 20-летней судостроительной программе. Погиб в Цусимском сражении 14-15 мая 1905 года (здесь и далее даты приведены по старому стилю). Назван в честь древнего подвижника аввы Сисоя Великого (V век).

## Основные характеристики
Водоизмещение по проекту 8880 т, полное фактическое — 10 400 т. Длина полная — 107,24 м, по грузовой ватерлинии — 105,16 м, между перпендикулярами — 101,19 м; наибольшая ширина по ГВЛ — 20,73 м; осадка на ровный киль по проекту — 6,71 м, фактическое — 7,5 м.
Бронирование (сталежелезная броня): главный пояс (69,19 х 2,18 м) — 406—305 мм; верхний пояс (46,33 х 2,24 м) — 127 мм; траверзы — 229—203 мм; палуба — 63,5-51 мм; башни — 305 мм, их барбеты — 305—127 мм, крыши башен — 63,5 мм; каземат (19,2 х 2,29 м) — 127 мм, крыша каземата — 38 мм; рубка — 229 мм, крыша рубки — 12,7 мм.
Вооружение: четыре 305-мм 40-калиберных орудия в двух башнях; шесть 152-мм 45-калиберных орудий Канэ в каземате; 12 47-мм одноствольных пушек Гочкиса, четыре 37-мм пятиствольных и 10 одноствольных пушек Гочкиса; две 63,5-мм десантных пушки Барановского, шесть подводных минных аппаратов; 50 сфероконичесих мин заграждения.
Мощность машин на испытаниях — 8635,22 л. с. Скорость проектная — 16 уз, на испытаниях — 15,65 уз. Дальность плавания по проекту с полным запасом угля экономическим ходом — 4440 миль.

## Проектирование
Эскизный проект очередного балтийского броненосца был подготовлен в Морском техническом комитете (МТК) к сентябрю 1890 года. Хотя в качестве основного прототипа был выбран первый из броненосцев 20-летней судостроительной программы — «Император Александр II», многими чертами новый корабль походил на строящийся броненосец «Наварин». По этому проекту «Гангут № 2» (так именовался корабль до присвоения ему названия, поскольку он строился в Новом Адмиралтействе вслед за броненосцем «Гангут») должен был иметь следующие основные характеристики:
- водоизмещение — 8500 т;
- длина между перпендикулярами — 101,04 м, по грузовой ватерлинии (ГВЛ) — 104,73 м, ширина по ГВЛ — 20,42 м, осадка на ровный киль — 6,4 м;
- скорость полного хода — 16 уз;
- дальность плавания полным ходом — 1585 миль, экономическим 10-узловым — 3047 миль;
- силовая установка — две вертикальные паровые машины тройного расширения суммарной мощностью 7320 л. с.;
- вооружение: три 305-мм орудия с длиной ствола 35 калибров в двух барбетных установках, четыре 152-мм орудия с длиной ствола 35 калибров в каземате на жилой палубе, четыре 120-мм пушки Армстронга в каземате на батарейной палубе, шести 47-мм одноствольных и четырёх 37-мм пятиствольных пушек Гочкиса;
- бронирование: пояс по ватерлинии длиной 69,49 м, высотой 2,13 м (из них 0,91 м выше ватерлии) и толщиной 406 мм в средней части, 356 мм в носу и 305 мм в корме; носовой траверз толщиной 241 мм, кормовой — 216 мм; барбеты орудий главного калибра — от 178 до 305 мм, их прикрытие сверху — 63,5 мм; каземат — 127 мм (его длина для 152-мм орудий составляла 41,46 м, а для 120-мм — 27,12 мм); броневая палуба — 63,5 мм в пределах каземата и 51 мм вне его; палуба над казематами — 38 мм; боевая рубка — 152 мм.

Мнения известных адмиралов об этом проекте оказались противоречивыми. Так, А. А. Пещуров и С. О. Макаров предлагали в кормовом барбете установить не одно, а два 305-мм орудия, а П. П. Пилкин считал возможным вовсе отказаться от кормового барбета, установив в корме две 229-мм пушки в казематах, то есть вернуться к схеме вооружения «Императора Александра II». С. О. Макаров, П. П. Пилкин и В. П. Верховский желали увеличить мощность машин и скорость хода, уменьшив толщину броневой защиты. С. О. Макаров предлагал отказаться от 152-мм пушек, заменив их на два 229-мм орудия, а В. П. Верховский считал, что артиллерийское вооружение слишком разнообразно. Но самый удивительный отзыв прислал вице-адмирал Н. В. Копытов: он рекомендовал вовсе отказаться от броненосца, построив крейсер, проект которого им предлагался ещё в 1869 году; главным же оружием корабля он считал таран.
В итоге МТК решил увеличить число 305-мм орудий до четырёх и поднять мощность машин до 8500 л. с., однако сделать это в рамках водоизмещения 8500 т не удалось. 29 января 1891 года проект в общих чертах одобрили и после подписания управляющим морским министерством Н. М. Чихачёвым начали разработку детальных чертежей. 6 марта была утверждена спецификация, при этом водоизмещение увеличилось до 8880 т; немного возросли и размерения корабля.
Через некоторое время решили — как впоследствии оказалось, не окончательно, вопрос со средней артиллерией корабля. Посчитав обоснованными доводы С. О. Макарова и В. П. Верховского о нецелесообразности наличия двух калибров средней артиллерии (152 и 120 мм), решили установить только один — но не современные 120-мм пушки Армстронга, а уже устаревшие 152-мм 35-калиберные (такие орудия уже стояли на всех других построенных и строящихся броненосцах).

## Строительство

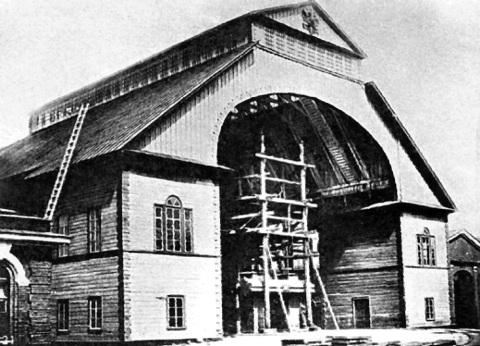
«Сисой Великий» в цеху «Нового Адмиралтейства»

Постройка корабля началась 25 июля 1891 года в деревянном эллинге Нового Адмиралтейства. Строителем был назначен старший судостроитель Максимов Василий Васильевич, позднее его сменил младший судостроитель А. И. Мустафин; общее руководство осуществлял командир Санкт-Петербургского порта контр-адмирал В. П. Верховский. 21 декабря броненосец был зачислен в списки флота с присвоением названия «Сисой Великий» в честь одного из христианских святых, став четвёртым кораблём Российского флота, носившим это имя. 18 февраля 1892 года, после принятия новой классификации боевых кораблей, «Сисой Великий» стал числиться эскадренным броненосцем (до этого он именовался броненосным кораблём). Официальная закладка состоялась 7 мая; на ней присутствовал император Александр III и наследник престола, будущий император Николай II.
Строительство чуть было не застопорилось из-за бюрократических проволочек: как выяснилось, Главное управление кораблестроения и снабжений (ГУКиС), отвечавшее за материальное обеспечение постройки, забыло заключить контракты на изготовление фор- и ахтерштевней, рулевой рамы и кронштейнов гребных валов. После безуспешных попыток заказать эти элементы корпуса за границей заказы были выданы отечественным предприятиям — Путиловскому (кронштейны гребных валов) и Александровскому (всё остальное) заводам. Последний не раз срывал контрактные сроки, не стал исключением и заказ для «Сисоя Великого». Препирательства правления завода с ГУКиС и командиром Петербургского порта привели к тому, что 5 октября 1893 года В. П. Верховский прямо обвинил завод в срыве сроков готовности броненосца. Отчасти это было правдой, однако главная причина хронического долгостроя крылась в общей неразберихе и неэффективном управлении казённым судостроением Российской империи, а также в слабости производственной базы (тот же Путиловский завод, бывший одним из самых мощных отечественных предприятий, соглашался изготовить кронштейны гребных валов лишь после завершения аналогичных работ для позднее заказанных броненосцев типа «Полтава», и в конце концов кронштейны для «Сисоя» пришлось делать значительно более слабому Александровскому заводу).
Затягиванию сроков работ и перегрузке кораблей способствовали и постоянные переделки проектов в МТК. Так, 28 августа 1891 года управляющий морским министерством Н. М. Чихачёв распорядился установить на «Сисое Великом» два подводных минных аппарата в дополнение к уже запланированным шести надводным, что вызвало бы перегрузку в 26 т. Впрочем, на этот раз строителю удалось убедить адмирала отказаться от этой затеи, и 1 декабря МТК утвердил места установки только ранее запланированных аппаратов: по одному носовому и кормовому и четыре бортовых. Этим же решением предусмотрели два минных аппарата для вооружения паровых катеров, два насоса, два «воздухохранителя» (баллона) для сжатого воздуха, от 40 до 50 сфероконических мин заграждения (позже остановились на количестве 50 штук) и два 75-см «фонаря Манжена» (прожектора).
В начале 1893 года вместо барбетных установок было решено применить башенные по типу применённых на броненосце «Наварин». Заодно решили заменить главный калибр на новейшие 305-мм пушки с длиной ствола 40 калибров, а средний — на шесть скорострельных 152-мм пушек Канэ с длиной ствола 45 калибров. Впрочем, приспособления для подачи патронов к 152-мм орудиям заказали лишь почти спустя два года — 4 декабря 1895 года. Их должен был изготовить и установить на корабль Металлический завод. Запланированные изменения в составе артиллерии вызывали перегрузку в 52,4 т. Позднее она ещё более возросла, поскольку расширился состав малокалиберной артиллерии: добавились 10 37-мм одноствольных пушек Гочкиса для размещения их на боевых марсах. МТК, приняв решение об изменении состава артиллерии, не озаботился своевременным выпуском соответствующих чертежей, что опять-таки затянуло строительство корабля.
5 октября 1893 года В. П. Верховский вновь сообщил в ГУКиС о замедлении работ на «Сисое Великом»: Александровский завод из-за несвоевременной поставки стали не смог вовремя изготовить ахтерштевень и рулевую раму. В декабре того же года В. П. Верховскому удалось перепоручить заказ на рангоут Кронштадтскому порту — Санкт-Петербургский порт, которому изначально был дан этот заказ, вообще не имел мачтовой мастерской (похоже, в ГУКиС толком не знали, какое предприятие какими производственными возможностями обладает).
К 1 апреля 1894 года были испытаны на водонепроницаемость 67 отделений, остальные восемь испытали к 10 мая. 13 мая командир Санкт-Петербургского порта назначил комиссию, которая через три дня освидетельствовала корпус и нашла, что все работы выполнены правильно в соответствии с чертежами и спецификацией, а спусковой вес составляет 4009 т.

## Спуск на воду и достройка
Торжественный спуск на воду состоялся 20 мая 1894 года. На борту яхты «Полярная звезда» за церемонией наблюдал будущий император Николай II. С 1894 по 1898 гг. броненосцем командовал капитан первого ранга Александр Николаевич Паренаго.
Достройка броненосца на плаву шла тоже весьма медленно. Так, 16 августа ГУКиС напомнило МТК, что чертежи мачт и марсов, которые должны были сделать к 1 августа, всё ещё находятся на рассмотрении, а чертежи рельсов для подачи снарядов и зарядов по-прежнему разрабатываются артиллерийской инспекцией МТК. Кроме того, не прошли утверждение чертежи водоотливной системы, минного вооружения, расположения шлюпок и общей судовой вентиляции.
Две вертикальные машины тройного расширения мощностью по 4250 л. с. каждая, заказанные Балтийскому заводу, были поставлены точно в срок. К концу 1895 года их подготовили к ходовым испытаниям, но незавершённость корпусных работ не позволила их провести. Машины пришлось разобрать, и вступление корабля в строй снова откладывалось. Достаточно успешно шли работы по изготовлению и монтажу водоотливных средств, задерживались поставкой лишь насосы Вортингтона. В конце концов один насос взяли из числа заказанных для «Императора Александра II», а второй МТК 14 февраля 1894 года распорядился заменить насосом системы Кларка-Чапмана.
Чертежи наружного вида с удлинёнными дымовыми трубами и передвинутой в корму мачтой поступили на утверждение в МТК 16 января 1895 года, но лишь через четыре месяца их, наконец, утвердили.
В январе 1894 года командир броненосца капитан 1 ранга Сиденснер направил В. П. Верховскому рапорт, в котором просил «устроить на кормовом свесе спардека стольную командирскую рубку, а главный компас поместить в этой рубке», но получил отказ: с подобной просьбой обращался в своё время командир броненосца «Гангут» Н. И. Скрыдлов, но ещё не законченная рубка «была уничтожена по настоянию другого командира броненосца капитана 1 ранга Бирилёва. Данный случай свидетельствует о том, что такая рубка не является необходимостью, тем более на „Сисое“, который и так уже перегружен».
Управляющий морским министерством назначил дату окончания строительных работ — 15 сентября 1896 года, однако за три недели до этого, 23 августа, ведомость незаконченных работ ещё включала в себя 92 пункта, включая водоотливную и вентиляционную системы, а также одну из двух башенных установок. Кроме того, пришлось менять оказавшуюся неисправной рулевую машину — чтобы не терять время, взяли готовую от одного из броненосцев типа «Полтава».
В августе 1896 года «Сисой Великий» пришёл в Кронштадт и был поставлен в док, где пробыл до 12 сентября. 23 сентября на кронштадтской мерной линии состоялись предварительные испытания. Машина работала вполне исправно, корабль развил скорость 15,5 уз. 5 октября броненосец вышел из Кронштадта на официальные ходовые испытания. В течение пяти часов, которые «Сисой Великий» шёл полным ходом, не было замечено никаких неполадок в работе его механизмов, а их суммарная мощность составила 8494,63 л. с. Успешно прошли и все четыре пробега на мерной линии, средняя суммарная мощность во время которых составила 8635,22 л. с. Достигнутая скорость 15,65 уз была сочтена вполне удовлетворительной.

## Описание конструкции

### Корпус
Корпус корабля имел двойное дно на протяжении 14-79 шпангоутов и двойной борт от 20 до 76 шпангоута. Междудонное пространство уменьшалось от 1,22 м в районе киля до 0,76 м у бортов; расстояние между внешним и внутренним бортом составляло около 1,7 м. На каждом борту было шесть непрерывных внутренних стрингеров; четвёртый из них, считая от киля, был водонепроницаемым на протяжении двойного дна, а шестой (нижний шельф) — на протяжении двойного борта. Шпация между шпангоутами 17-76 была равна 1,22 м; в нос и корму от них она уменьшалась до 0,91 м. Шпангоуты 20, 24, 27, 30, 34, 38, 42, 46, 50, 54, 58, 62, 65, 68, 71 и 76 были водонепроницаемыми.
Корпус имел боковые кили длиной по 35,05 м. Форштевень был укреплён горизонтальными стальными рёбрами «для увеличения его крепости как тарана».
Непотопляемость броненосца обеспечивалась продольными и поперечными водонепроницаемыми переборками. Продольные переборки располагались на расстоянии 1,83 м в носу и 2,44 м на протяжении 24-54 шпангоутов от внутренних бортов и имели высоту около 6,7 м от внутреннего дна. Пространство между ними и внутренними бортами занимали угольные ямы. Средняя продольная переборка располагалась между 29 и 65 шпангоутами на высоту от второго дна до бронепалубы. Главные поперечные переборки располагались на 5, 9, 14, 20, 29, 42, 54, 65, 76 и 79 шпангоутах; переборки на 5, 9, 14, 29 и 65 шпангоутах доходили до жилой палубы, на 20, 42, 54 и 76-м — до батарейной, на 79-м — до платформы.

### Бронирование
Для защиты корабля использовались сталежелезные плиты. Главный пояс по ватерлинии прикрывал среднюю часть корабля от 20 до 76 шпангоута, его длина составляла 69,19 м, а высота — 2,18 м, из коих ниже ватерлинии по проекту 1,22 м. Толщина пояса на протяжении машинных и котельных отделений в верхней части (на высоте 1,22 м) составляла 406 мм, к нижней кромке она уменьшалась до 203 мм. Перед котельными и позади машинных отделений толщина пояса уменьшается до 305 мм в верхней части, а к нижней кромке — до 152 мм. Спереди и сзади пояс замкнут броневыми траверзами толщиной 229 (носовой) и 203 (кормовой) мм; её толщина к нижней кромке траверзов уменьшается до 152 и 127 мм соответственно.
Над главным поясом на уровне жилой палубы шёл верхний пояс, или нижний каземат. Он имел длину 46,33 м и высоту 2,24 м и состоял из 127-мм плит.
Плоская броневая палуба имела толщину 63,5 мм в пределах нижнего пояса и 51 мм вне его. Она опускалась к корме и носу, укрепляя в последнем случае таран форштевня.
Каземат артиллерии среднего калибра (верхний каземат) располагался на уровне батарейной палубы и имел длину 19,2 м, высоту 2,29 м и толщину 127 мм. Сверху он был прикрыт 38-мм бронёй.
Барбеты башен главного калибра имели толщину 305 мм, уменьшаясь под батарейной палубой до 254 мм вне верхнего пояса и до 127 мм в его пределах. Сами башни имели броню толщиной 305 мм и 63,5-мм крыши.
Боевая рубка имела толщину 229 мм, сверху её закрывала 12,7-мм крыша.

### Артиллерийское вооружение
Главный калибр включал четыре 305-мм орудия с длиной ствола 40 калибров . «Сисой Великий» стал первым броненосцем, оснащённым этими орудиями. Они устанавливались попарно в двух башнях в носу и корме.
Средний калибр состоял из шести 152-мм скорострельных пушек Канэ с длиной ствола 45 калибров . Эти орудия стали стандартными на всех броненосцах русского флота, начиная с «Сисоя Великого». Впервые они были установлены на броненосном крейсере «Рюрик». Все шесть пушек стояли в средней части корабля в каземате на батарейной палубе.
Противоминный калибр был представлен 47-мм и 37-мм скорострельными пушками Гочкиса. Четыре 47-мм одноствольных пушки стояли в батарее на верхней палубе, ещё четыре — на батарейной палубе (по две в носу и корме) и последние четыре — на спардеке (по две у боевой рубки и у кормового мостика).
По две пятиствольных 37-мм пушки были установлены у ходовой рубки и на крыльях мостика, десять одноствольных — на боевом марсе. Планировалось установить ещё две одноствольные пушки на кормовом балконе, но этого сделать не успели.
Как и любой русский корабль 1 ранга того времени, «Сисой Великий» нёс два 63,5-мм десантных орудия Барановского. На корабле для них были предусмотрены станки по бортам в средней части спардека.

### Минное вооружение
На корабле было установлено шесть надводных минных аппаратов: по одному в фор- и ахтерштевне и по два с каждого борта. Помимо этих аппаратов, была предусмотрена перевозка ещё двух аппаратов для вооружения ими паровых катеров.
Броненосец перевозил 50 сфероконических мин заграждения, которые устанавливались с «минных плотиков» (своеобразных «катамаранов» из парового катера и баркаса, соединённых специальным настилом).

### Силовая установка
Корабль имел две главные паровые машины с мощностью по проекту 4250 л. с. каждая при 100 об/мин и давлении пара 8,87 атм. Цилиндры высокого давления имели диаметр 1041 мм, среднего — 1524 мм, низкого — 2286 мм, ход поршней — 1067 мм.
Пар вырабатывался в восьми огнетрубных котлах, четыре из них были двойными и четыре — одинарными. Суммарная нагревательная поверхность составляла 2202 м², площадь колосниковых решёток — 78,78 м².
По проекту силовая установка должна была обеспечить ход 16 узлов; на испытаниях, несмотря на превышение мощности машин (она достигла 8635 л. с.), корабль показал лишь 15,65 узла.
Нормальный запас угля был предусмотрен в 550 т, полный — 975 т. Дальность плавания с нормальным и полным запасом соответственно на ходу 10 узлов должна была составлять 2530 и 4440 миль, полным ходом — 1256 и 2220 миль.

### Оборудование
Водоотливная и противопожарная системы включала четыре паровых «турбины» подачей по 750 т/ч, два эжектора системы Фридмана, два паровых насоса системы Вортингтона подачей по 125 т/ч и одну пожарную помпу системы Шанд-Мэсона. Один из насосов Вортингтона из-за задержек с изготовлением был заменён на насос системы Кларка-Чапмана.
Корабль оснащался двумя мачтами — деревянной грот-мачтой «для сигналов» (на её марсе стоял 75-см прожектор системы Манжена) и стальной фок-мачтой (высота 16,76 м) с боевым марсом, на котором располагались 37-мм пушки Гочкиса, и вторым марсом для второго «боевого электрического фонаря» (прожектора).
Проектом предусматривался следующий набор плавсредств: по два 34-футовых паровых катера, 20-вёсельных баркаса, 16-вёсельных рабочих катера, 14-вёсельных лёгких катера, 6-вёсельных яла и 6-вёсельных вельбота. Последние почему-то изготовлялись по разным чертежам: один — принятых для вельбота клипера «Пластун», второй — фрегата «Светлана».

## История службы

### На Средиземном море
В июле 1896 года ещё находившийся в достройке корабль включили в состав эскадры для похода в Средиземное море. Окончание работ производилось в чрезвычайной спешке, что повлекло непрерывные поломки и выявленные дефекты нв всём протяжении похода. 14 декабря 1896 года корабль прибыл в Алжир и в 1897 году корабль в составе эскадры контр-адмирала П. П. Андреева участвовал в международной миротворческой операции на Крите.
При выполнении учебных стрельб в Судской бухте (о. Крит) 3 марта 1897 года произошёл мощный взрыв в кормовой орудийной башне, вырвавший многотонную крышу башни и причинивший большие повреждения надстройкам. 16 моряков погибли на месте и 15 получили тяжелые ранение и ожоги (6 из них вскоре умерли от ран). Корабль был направлен в Тулон на ремонт и вернулся в строй лишь в декабре.

### На Дальнем Востоке
Непосредственно и Тулона корабль был направлен на Дальний Восток в декабре 1897 года вместе с броненосцем «Наварин». В марте 1898 года корабли прибыли в Порт-Артур. С лета 1899 года базировался на Владивосток. С мая 1900 года участвовал в подавлении «Боксёрского восстания», войдя в состав международной эскадру в порту Таку. Десантный отряд с «Сисоя Великого» участвовал в боевых действиях в Пекине, потеряв 3 моряков убитыми и 12 ранеными.
Ввиду того, что неполадки не прекращались, в декабре 1901 года корабль вернули на Балтику для ремонта, где с марта 1902 года он ремонтировался в Кронштадте. До начала русско-японской войны ремонт так и не был окончен, а после её начала повторилась история постройки корабля — вновь чрезвычайная спешка, отказ от замены устаревшего вооружения, многочисленные недоделки. В декабре 1904 года корабль ушёл в поход в составе 2-й Тихоокеанской эскадры (часть пути проделал в составе отдельного отряда контр-адмирала Фелькерзама). В походе на корабле произошло 12 аварий машинных установок. 

### В составе Второй Тихоокеанской эскадры
Броненосец участвовал в Цусимском сражении. В ходе дневного боя корабль, шедший в составе 2-го броненосного отряда за броненосцем «Ослябя», вёл огонь по японским броненосным крейсерам «Ниссин», «Касуга» и «Ивате», добившись удачного попадания снарядом главного калибра в последний и вызвав на нём сильный пожар.
Однако с 14:40 до 16:00 часов корабль оказался под сильным огнём японцев и получил свыше 10 прямых попаданий, повлекших тяжёлые повреждения: пробоины ниже ватерлинии и сорвана крышка носового торпедного аппарата, из-за чего оказались затоплены 20 носовых отсеков, выведен из строя механизм вращения носовой орудийной башни, перебита пожарная магистраль, два сильных пожара в ходовой рубке и на батарейной палубе. В вечернем бою корабль получил ещё 4 попадания. Все пожары были ликвидированы, но сильный крен остался, корабль терял ход и отставал от других кораблей.  Ночью броненосец был дважды атакован японскими миноносцами и перед полуночью получил торпедное попадание под румпельное отделение, оказавшееся для него смертельным — корабль потерял ход. Командир пытался задним ходом довести корабль до островов Цусима и выброситься на берег, но утром 15 мая с сильным креном корабль достиг острова Цусима, где был перехвачен в 7 ч 20 мин тремя японскими вспомогательными крейсерами и миноносцем. Видя обречённость своего корабля, командир М. В. Озеров на предложение японцев сдаться ответил согласием, после чего японцы приступили к эвакуации экипажа корабля. В 10:05 15 мая 1905 броненосец затонул в 3-х милях к северо-востоку от м. Карасаки и 2 сентября 1905 исключён из списков судов БФ.
Потери экипажа в Цусимском сражении составили погибшими 2 офицера, 1 кондуктор и 56 нижних чинов (20 в дневном бою). Принято на борт японцами при сдаче корабля 32 офицера, 8 кондукторов и 582 нижних чина (из низ 46 раненых в дневном бою).

### Список офицеров броненосца на момент Цусимского сражения
- Командир — Капитан 1-го ранга М. В. Озеров 1-й (взят в плен)
- Старший офицер — Капитан 2-го ранга Г. А. Ивков 2-й (взят в плен)
- Ревизор — Мичман А. А. Мартьянов (взят в плен)
- Старший минный офицер — Лейтенант Э. Э. Овандер 1-й (взят в плен)
- Младший минный офицер — Лейтенант А. В. Витгефт 1-й (взят в плен)
- Старший артиллерийский офицер — Лейтенант С. А. Малечкин (взят в плен)
- Младший артиллерийский офицер — Лейтенант С. Ф. Овод 2-й (командир носовой 12" башни) (взят в плен)
- Младший артиллерийский офицер — Лейтенант В. И. Залесский 3-й (командир кормовой 12" башни) (взят в плен)
- Старший штурманский офицер — Лейтенант А. П. Бурачек 1-й (взят в плен)
- Младший штурманский офицер — Мичман В. А. Кротков (взят в плен)
- Вахтенный начальник — Мичман В. Г. Буш (командир правой 6" батареи)
- Вахтенный начальник — Мичман В. П. Блинов 1-й (командир левой 6" батареи)
- Вахтенный начальник — Мичман Н. А. Щелгачев
- Вахтенный начальник — Мичман В. Н. Трувелер
- Вахтенный начальник — Мичман И. И. Тарасенко-Отрешков (взят в плен)
- Вахтенный офицер — Мичман Н. П. Всеволожский 3-й
- Вахтенный офицер — Мичман И. И. Шанявский (взят в плен)
- Вахтенный офицер — Мичман В. В. Мочульский (взят в плен)
- Вахтенный офицер — Прапорщик по морской части И. Д. Костюков (взят в плен)
- Вахтенный офицер — Прапорщик по морской части И. В. Болдырев
- Старший судовой механик — Подполковник К.И.М. С. Э. Боровский 2-й (взят в плен)
- Помощник старшего судового механика — Штабс-капитан К.И.М. Б. А. Дитлов (списан по болезни 19.09.1904)
- Трюмный механик — Поручик К.И.М. Н. В. Бугринов
- Кочегарный механик — Поручик К.И.М. Б. Г. Бруятский (взят в плен)
- Трюмный механик — Поручик К.И.М. Б. В. Кошевой (взят в плен)
- Гидравлический механик  — Поручик К.И.М. А. С. Еременко (взят в плен)
- Минный механик — Поручик К.И.М. Г. Н. Щетинин (взят в плен)
- Младший судовой механик — Поручик К.И.М. Н. И. Тостоганов (взят в плен)
- Младший судовой механик — Поручик К.И.М. А. В. Беликов (взят в плен)
- Младший судовой механик — Прапорщик по механической части И. М. Ямченко (взят в плен)
- Судовой корабельный инженер — Младший помощник судостроителя Н. И. Лохвицкий
- Старший судовой врач — Коллежский советник В. Н. Подобедов (убит)
- Младший судовой врач — Лекарь К. Г. Кальевич (убит)
- Комиссар — Титулярный советник И. И. Тарасов (взят в плен)
- Содержатель по шкиперской части — Титулярный советник А. Г. Иванов (взят в плен)
- Судовой священник — Иеромонах отец Герасим

Также на корабле находился флагманский инженер-механик штаба командующего 2-й эскадрой флота Тихого океана полковник КИМФ Обнорский, Виктор Александрович

## Общая оценка проекта
«Сисой Великий» проектировался в те годы, когда русские адмиралы никак не могли определиться с наиболее предпочтительным типом броненосца. Построив сначала два довольно крупных броненосца, ориентированных на таранную тактику («Император Александр II» и «Император Николай I»), затем начали строительство «Наварина», ставшего первым «полноценным» русским кораблём для эскадренного боя, и почти сразу — откровенно слабого «Гангута», повторявшего схему первых двух броненосцев, но значительно уменьшенного в размерах. «Сисой Великий», ставший пятым балтийским броненосцем (не считая построенного намного раньше других кораблей и уже совершенно устаревшего «Петра Великого»), построили в конце концов по довольно удачной схеме «Наварина», ставшей с тех пор классической для всех русских броненосцев додредноутной эпохи. Однако при его проектировании был допущен ряд просчётов, усугубившихся перегрузкой и очень низким качеством работ.
Главный калибр «Сисоя Великого» полностью соответствовал своей эпохе, а сами 305-мм 40-калиберные русские орудия были одними из лучших в мире. Правда, их хорошие баллистические характеристики во многом оставались нереализованными из-за малой скорострельности, обусловленной целым рядом причин, в том числе не слишком удачной конструкцией затвора. Кроме того, русские адмиралы очень сильно ошиблись в оценке характера грядущих сражений, результатом чего стало принятие на вооружение облегчённых снарядов, оказавшихся по итогам Русско-японской войны малоэффективными. Впрочем, это не является недостатком корабля как такового.
Средний калибр из шести скорострельных 152-мм пушек Канэ с длиной ствола 45 калибров был, в общем, почти достаточным, особенно учитывая сравнительно малое проектное водоизмещение корабля. Большим недостатком этих орудий были слабые подъёмные механизмы, часто ломавшиеся при стрельбе на максимальных углах возвышения, однако в полной мере это проявилось лишь в Русско-японской войне, где, вопреки прогнозам адмиралов почти всех стран, не исключая и русских, бои велись зачастую на немыслимых для 1890-х годов дистанциях. Этот недостаток можно было исправить, усилив подъёмные механизмы, но сделано этого не было.
Другой недостаток среднего калибра «Сисоя Великого» связан с размещением всех шести орудий в общем каземате. В Цусимском сражении одного удачного попадания хватило, чтобы в нём вспыхнул пожар, продолжавшийся около двух часов и лишивший корабль четырёх из шести пушек, да и две оставшиеся могли наводиться лишь с большим трудом. Впрочем, на момент проектирования размещение орудий среднего калибра в индивидуальных казематах или башнях ещё только начинало пробивать себе дорогу (так, на позже строившихся японских броненосцах типа «Фудзи» из десяти 152-мм орудий лишь четыре размещались в индивидуальных казематах, а шесть остальных стояли на палубе, прикрытые лишь противоосколочными щитами).
Противоминная артиллерия «Сисоя Великого», включавшая почти три десятка 47-мм и 37-мм пушек Гочкиса, могла считаться достаточной на момент его проектирования, но к концу века стала откровенно слабой: орудия такого калибра были слишком малоэффективны против новых миноносцев, чьё водоизмещение достигало, а затем и перевалило за 300 т. Впрочем, его без особых затруднений можно было бы усилить, заменив малокалиберные пушки на более мощные 75-мм, что, возможно, было частично сделано при подготовке к походу Второй Тихоокеанской эскадры. А вот наличие боевого марса с десятком 37-мм пушек было явным излишеством, к тому же весьма вредным: высоко расположенный тяжёлый марс перегружал корабль и ухудшал его остойчивость. Его следовало бы демонтировать вместе с тяжёлой фок-мачтой, заменив лёгкой конструкцией, предназначенной только для сигнализации, однако этого сделано не было.
Броневая защита корабля соответствовала практике своей эпохи, однако уже на момент проектирования являлась устаревшей. Появившиеся в конце 1880-х — начале 1890-х скорострельные орудия среднего калибра с достаточно мощными фугасными снарядами могли легко разрушить небронированные оконечности, что грозило кораблю гибелью даже при полностью целом поясе. Тем не менее, на момент проектирования методы закалки стали, позволившие резко уменьшить толщину бронеплит при сохранении их снарядостойкости, ещё не были разработаны, поэтому для обеспечения надёжного прикрытия машинно-котельных отделений и погребов боезапаса от крупнокалиберных снарядов на ожидаемых дистанциях боя, не превосходящих двух миль, приходилось делать очень толстый пояс, а это, в свою очередь, вынуждало ограничивать его длину. «Сисой Великий» в этом плане был далеко не худшим кораблём: его пояс защищал чуть ли не 70 % длины корабля, в то время как в других флотах нередко встречалась защита длиной чуть более 50 %. Вдобавок к этому, у «Сисоя Великого» над главным шёл довольно длинный верхний пояс, увеличивавший непотопляемость корабля путём недопущения поступления воды внутрь корпуса при возникновении крена. Тем не менее, нельзя не признать, что МТК, как, впрочем, и конструкторским учреждениям других стран не хватило прозорливости, чтобы оценить важность полного бронирования ватерлинии в условиях появившейся скорострельной артиллерии. Правильнее было бы увеличить длину пояса, пожертвовав его толщиной, не говоря о том, что затянувшееся строительство «Сисоя Великого» давало возможность вообще полностью перепроектировать защиту, заменив сталежелезные плиты на появившиеся к тому времени закалённые по способу Гарвея, что существенно повысило бы боевые возможности корабля. Правда, чтобы решиться на такую меру, необходимо было отказаться от «экономии», но сделано это было лишь после катастрофического разгрома флота в Русско-японской войне.
Защита артиллерии была вполне адекватной. 305-мм броня башен была почти «неубиваемой», и вероятнее оказывался выход башни из строя по техническим причинам или из-за повреждения орудий (в Цусимском сражении, например, у носовой башни «Сисоя Великого» вышел из строя механизм горизонтальной наводки, хотя сами орудия и размещённые внутри башни приборы оставались целыми). 127-мм броня каземата 152-мм орудий достаточно надёжно защищала от огня орудий среднего калибра, ну а для защиты от крупнокалиберных снарядов она и не предназначалась. Существенным недостатком было лишь размещение всех орудий в общем каземате.
Лишь не очень высокая скорость корабля может вызвать определённые нарекания, хотя на момент проектирования 16-уз ход был вполне достаточным. Правда, достигнуть его так и не удалось, но причиной этого в первую очередь служит перегрузка корабля, а не недостаток проекта как такового.
Таким образом, с точки зрения собственно проекта «Сисой Великий» был вполне современным кораблём, обладавшим мощной артиллерией и неплохой броневой защитой. Однако его реальные качества оказались существенно ниже из-за двух бед отечественного судостроения — перегрузки и низкого качества выполнения работ. Перегрузка привела к существенному переуглублению корабля, в результате чего значительная часть его бронепояса скрылась под водой; правда, в какой-то мере остроту проблемы снимал довольно длинный 127-мм верхний пояс: его толщины было достаточно, чтобы противостоять фугасным снарядам среднего калибра, представлявшим главную опасность для плавучести и остойчивости кораблей с неполным бронированием ватерлинии. А вот низкокачественную постройку исправить можно было только дорогостоящим капитальным ремонтом и модернизацией, чего так и не было сделано. В результате «Сисой Великий» оказался практически обречённым на гибель из-за нескольких не слишком опасных попаданий в носовую небронированную часть корпуса. Даже если бы Цусимское сражение закончилось разгромом не русского, а японского флота, весьма сомнительно, что ему удалось бы дойти не только до Владивостока, но даже до ближайшего корейского берега: настолько хилыми оказались его водонепроницаемые переборки.

## Командиры
- хх.хх.1893 — хх.хх.1894 — капитан 1-го ранга Сиденснер, Александр Карлович
- 06.12.1894 — 24.09.1898 — капитан 1-го ранга Паренаго, Александр Николаевич
- 24.09.1898 — 06.09.1900 — капитан 1-го ранга Молас, Михаил Павлович
- 06.09.1900 — хх.хх.1900 — капитан 1-го ранга Тарасов, Александр Трофимович
- 09.09.1902 — 14.05.1905 — капитан 1-го ранга Озеров, Мануил Васильевич